# Limón (Costa Rica)
Limón (pronuncia in spagnolo: [liˈmon]), comunemente noto come Puerto Limón, è un distretto della Costa Rica, capoluogo del cantone e della provincia omonimi. Limón ha 71 514 abitanti, che la rendono la città più popolosa del paese fuori dall'area metropolitana di San José nonché il secondo distretto più popolato nel paese.

## Geografia fisica
Limón si affaccia sul Mar dei Caraibi e costituisce la porta di accesso marittimo più importante del paese sulla costa atlantica, contendendo a Puerto Caldera - sul Pacifico - il ruolo di porto principale della Costa Rica. L'area che circonda la città è caratterizzata dalla coltura del banano, su cui per decenni si è basata l'economia cittadina. Si raggiunge da San José dopo un tragitto in autobus di circa tre ore, durante il quale si attraversa il Parco nazionale Braulio Carrillo.

## Società
Con una popolazione che supera di poco le 70.000 unità, Limón è una delle sette "città intermedie" della Costa Rica. Essa ospita la più grande comunità afro-caraibica della Costa Rica, le cui origini risalgono alla fine dell'Ottocento. In quel periodo vi furono infatti portati numerosi operai dalla Giamaica al fine di costruire la linea ferroviaria per la capitale San José, oggi in disuso. A Limón e dintorni si registra ancora oggi la presenza di locutori di Mekatelyu, un idioma creolo con forti influenze dall'inglese. Altre lingue indigene diffuse nel sud della provincia sono il bribrì e il Cabecar.

## Monumenti e luoghi d'interesse
Limón ha viali ampi e disposti per lo più perpendicolarmente, essendo una città urbanisticamente pianificata. Tra gli edifici che spiccano per la loro portata storica si possono citare l'edificio delle Poste, che oggi ospita il Museo Etnohistórico, la pensione "Costa Rica", la chiesa avventista, la chiesa anglicana "San Marcos", l'antico commissariato, i palazzi Peña, Corella e Ingianna e l'edificio del Banco Nacional. Altro luogo interessante e particolarmente tipico è il colorato mercato cittadino all'aperto. In ogni caso, gran parte dei turisti che si possono incontrare in città vi stazionano solamente, in prospettiva di una visita alle bellezze naturali della provincia. La costa caraibica della Costa Rica, infatti, mantiene intatto il suo originario splendore; il grado di umanizzazione è infinitamente più basso rispetto alla costa pacifica del paese, più adatta all'installazione di servizi per i turisti. Nei dintorni del capoluogo ad attirare il maggior numero di turisti è probabilmente Playa Bonita, raggiungibile in autobus.

## Cultura
Limón attira numerosi turisti, sia locali che stranieri, in occasione del festival annuale chiamato Dia de las Culturas che si tiene il 12 ottobre, giorno in cui Cristoforo Colombo - nel 1502 - sbarcò sulle coste occidentali della Costa Rica. Questa commemorazione costituisce un'ottima opportunità di business per gli esercenti del posto. Limón appare molto diversa rispetto alle altre città costaricane per l'atmosfera caraibica che vi si respira  e per i tratti culturali e linguistici che contraddistinguono i suoi abitanti.

## Amministrazione

### Gemellaggi
- Galați, dal 1992[4]

## Sport

### Calcio
L'Asociación Deportiva Limonense è il principale club calcistico cittadino.